# Pascale Ferroul
Pour les articles homonymes, voir Ferroul.
Pascale Ferroul, née le 12 octobre 1965 à Montpellier, est une femme de lettres française, auteure de roman policier.

## Œuvre

### Romans
- Plus petit que moi tu meurs, HB, 2004  (ISBN 2-914581-23-8)
- Ne rend pas la monnaie, HB, 2005  (ISBN 2-914581-45-9)
- David sur ordonnance, Actes Sud, coll. « Babel noir » no 4, 2006  (ISBN 2-7427-5902-6)

### Littérature d'enfance et de jeunesse
- Un ange passe et ricane, Oskar, coll. « Junior », 2010  (ISBN 978-2-35000-540-9)

## Prix et récompenses

### Prix
- Prix SNCF du premier polar 2005 pour Plus petit que moi tu meurs[1]